# Bulgaria en los Juegos Paralímpicos de Vancouver 2010
Bulgaria estuvo representada en los Juegos Paralímpicos de Vancouver 2010 por tres deportistas, dos hombres y una mujer. El equipo paralímpico búlgaro no obtuvo ninguna medalla en estos Juegos.